# Пионер Ваня
«Пионер Ваня» — черно-белый графический мультипликационный фильм. Не сохранился.

## Сюжет
Мечта авиамоделиста пионера Вани — отправиться в кругосветное путешествие. Во сне он осуществляет свою мечту и отправляется в путешествие по свету. Вступая в единоборство с акулой и спрутом, отважный пионер одерживает победу. Затем Ваня попадает в джунгли. Здесь он встречается со львом, а затем помогает обезьянам, восставшим против бегемота.

## Создатели
| режиссёр  | Виктор Григорьев |
| сценарист | Виктор Григорьев |
| художник  | Виктор Григорьев |
| оператор  | Н. Ефремов       |

## Восприятие
Мультфильм был создан по мотивам сказки Корнея Чуковского «Крокодил». Это был второй мультфильм, после вышедшего в том же году «Сеньки-африканца». Вместе с тем, авторы сборника «История становления советского кино» отмечали, что 
этот фильм не отнесёшь к экранизации сказки, он сделан скорее «под впечатлением» стихотворения Чуковского.